# Alliance nationale pour le progrès
L'Alliance nationale pour le progrès est un parti politique guinéen. 
Le parti a remporté 2% des suffrages exprimés lors des élections législatives du 30 juin 2002,  et 2 sièges sur 114.